# Pasta di Gragnano

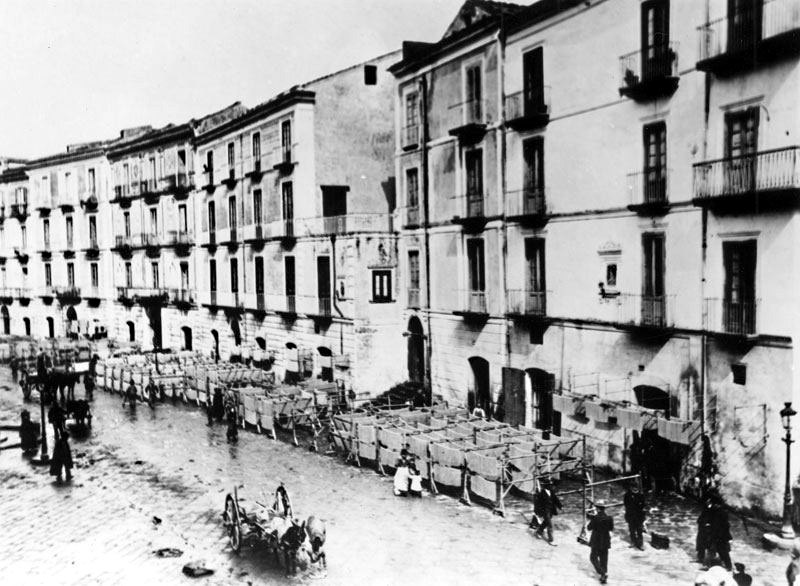
La via Roma et ses étendoirs dans les années 1900, à Gragnano.

La pasta di Gragnano est une pâte alimentaire disposant de l'indication géographique protégée, à base de semoule de blé dur, produite à Gragnano, dans la province de Naples.
Grâce à des méthodes de fabrication traditionnelles, la pasta di Gragnano est, aujourd'hui, mondialement appréciée : elle doit essentiellement sa réputation à l'utilisation de tréfileuses en bronze qui confèrent à la pâte sa rugosité et sa porosité caractéristiques (parfaitement adaptée aux sauces) ainsi qu'à un long séchage, autrefois réalisé en plein air, sur des clayettes en bois.
La gamme de pâtes produites par les artisans de Gragnano est diverse et comprend les « classiques », tels que les spaghetti, les fusilli, les macaroni, les paccheri ; et d’autres moins connues et plus typiques, comme les calamarata, les caccavella, les sole di Capri, les stelle.

## Historique

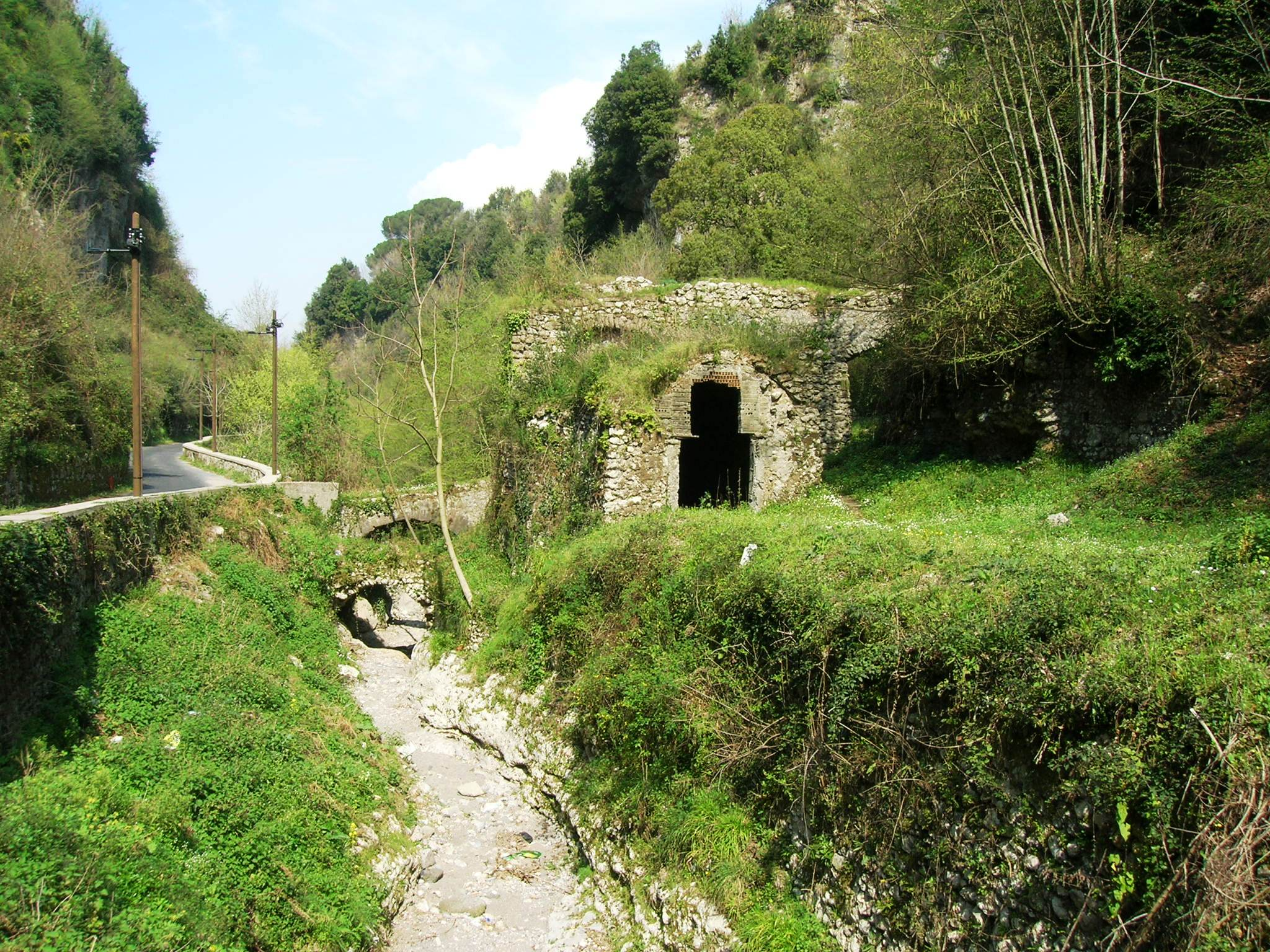
Vestige d'un moulin à farine, dans la vallée dite des mulini.

Elle prend ses racines dans la profonde valle dei mulini (it) où, depuis des siècles, les meuniers gragnanais transforment le grain en farine. Puis, grâce à son eau de source et à son microclimat, au XVIe siècle, apparaissent les premières entreprises familiales de fabrication de pâtes (pastifici en italien) - notamment de macaronis –, qui ne tardent pas à mécaniser leur production, comme en témoigne, par exemple, un paiement de 45 ducats, en 1596, pour l'acquisition d'un « appareil à macaronis » muni de quatre tréfileuses, d'un tamis, d'une balance et d'autres ustensiles.
Jusqu'au XVIIe siècle, les pâtes  sèches sont un produit de consommation occasionnelle ; à la suite de la famine qui frappe le royaume de Naples, elles deviennent un aliment de base, au point de transformer les Napolitains de « mangiafoglia » (mange-feuilles), comme on les avait surnommés, en « mangiamaccheroni » (mange-macaronis).
La production connaît son âge d'or au XIXe siècle, où de grandes entreprises apparaissent, principalement rassemblées le long de la via Roma et de la piazza Trivione, formant, ainsi, le centre urbain de Gragnano. Un fonctionnaire atteste en 1833 : « J'ai visité Gragnano, et j'ai vu avec satisfaction, que l'industrie des pâtes y prospère avec succès… »
Au début de l'unification italienne, Gragnano compte environ une centaine de fabricants de pâtes, qui emploie à peu près 70 % de la population active.
Aujourd'hui, ses principaux artisans sont : Pastificio Lucio Garofalo ; Liguori Pastificio dal 1820 ; Pastificio D'Apuzzo, Pastificio Di Nola ; Pastificio Le Stuzzichelle di Iovine Michele ; Pastificio Gaetano Faella di Alberto e Mario Faella ; Pastificio D’Apuzzo Sebastiano ; Le Antiche Tradizioni di Gragnano di Cesarano Maria ; Pastificio Di Martino Gaetano ; Cooperativa Pastai Gragnanesi ;  Premiato Pastificio Afeltra ; Pastificio Giuseppe Izzo.

## Label
Sa production bénéficie du label de qualité italien : Prodotto agroalimentare tradizionale  (produit agroalimentaire traditionnel).
Le 23 mars 2011, une demande est introduite auprès de la Commission européenne pour l'inscription de la pasta di Gragnano dans le registre des  indications géographiques protégées (IGP) : et, pour l'obtenir, les fabricants de pâtes de la commune de Gragnano devront utiliser exclusivement de la semoule de blé dur ayant un taux de protéines de 13 % sur extrait sec, et un taux de cendres de 0.86 %. La provenance de la semoule n'est pas précisée dans le cahier des charges. Ils devront aussi utiliser une tréfileuse en bronze, employer de l'eau de source locale, et effectuer un séchage pouvant durer (selon la forme des pâtes) jusqu'à 60 heures.
L'IGP a été obtenue le 14 octobre 2013.

## Photothèque

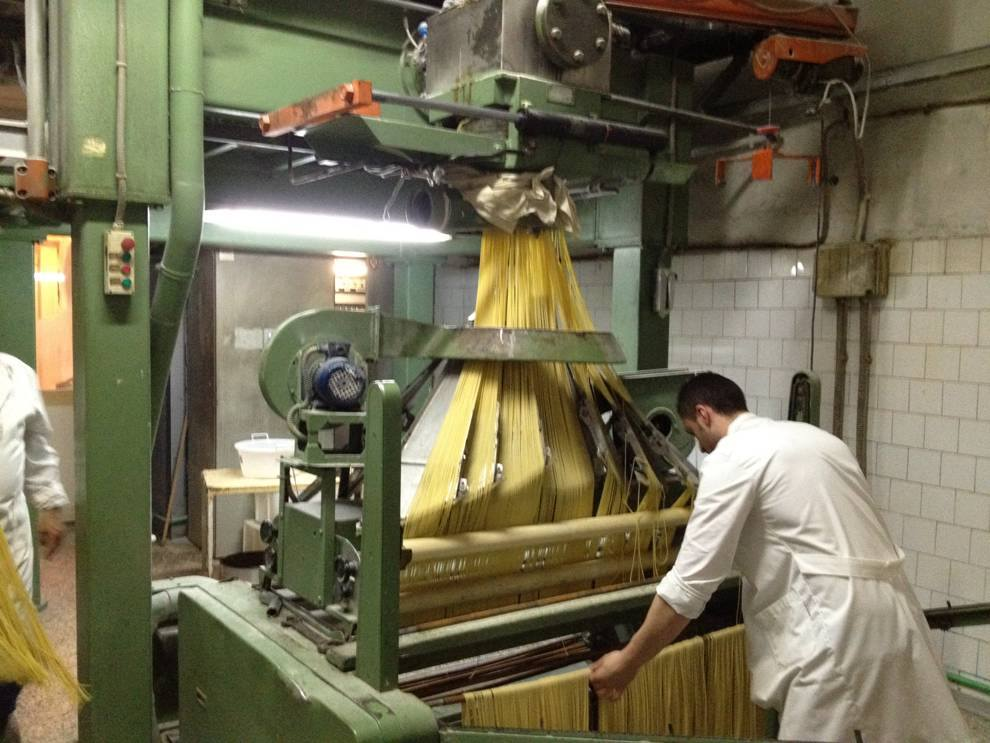
Le tréfilage dans une entreprise de Gragnano.
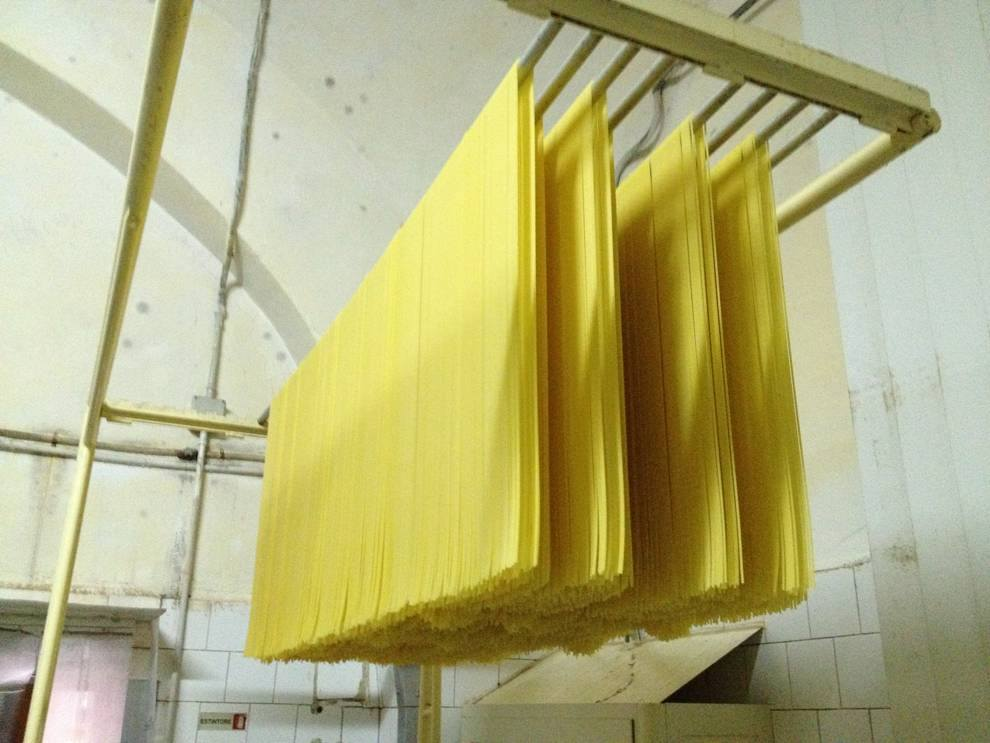
Opération actuelle de séchage de spaghettis.
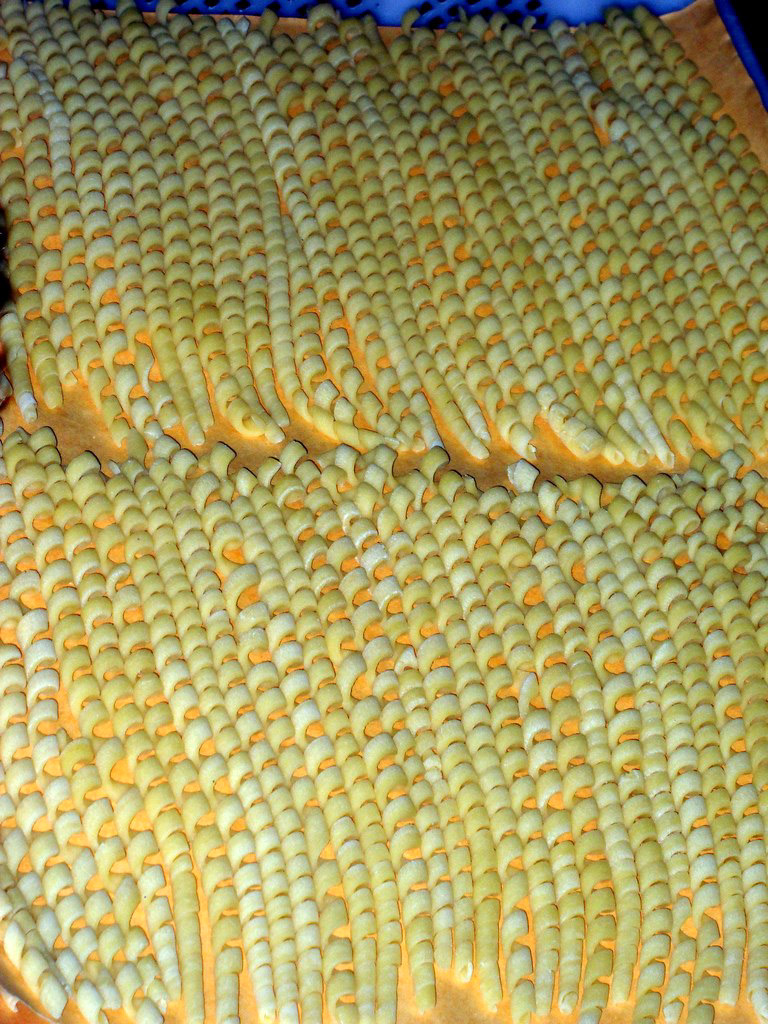
Fusilli di Gragnano, appelés aussi fusilli di Capri, lors du séchage.
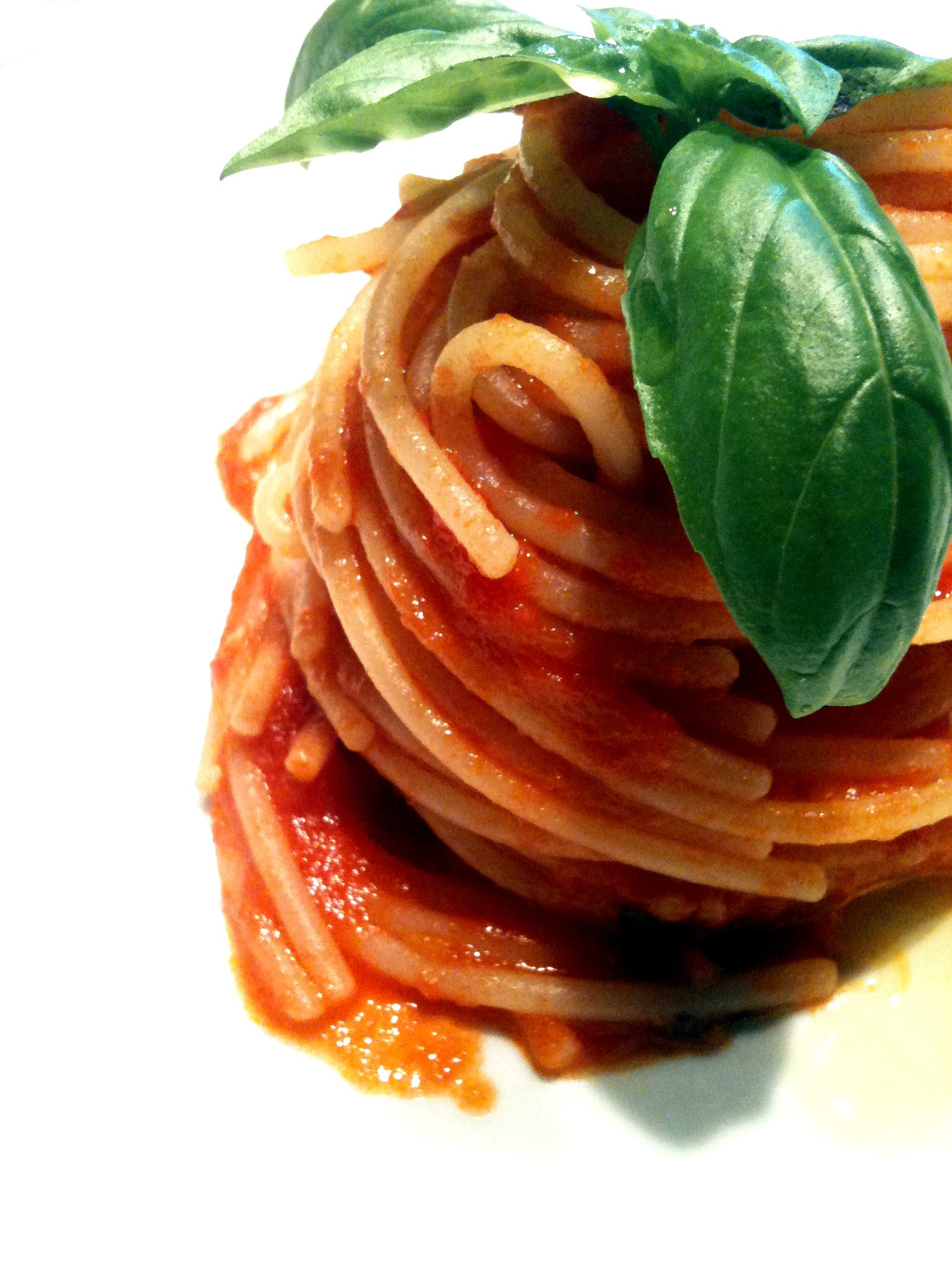
Spaghetti di Gragnano al pomodoro fresco.